# Церква Миколи Чудотворця (Боброве)
Церква Миколи Чудотворця — напівзруйнований дерев'яний храм у селі Боброве в Лебединському районі (з 2020 року — Сумському районі) на Сумщині. Пам'ятка архітектури місцевого значення (№ 132-См).
Найстаріша точно датована дерев'яна церква Слобожанщини, перші згадки про яку датуються 1700 роком.

## Історія
За однією з версій, станом на 1700 рік, у селі Боброве, що було центром волості, вже існувала дерев'яна церква Миколи Чудотворця. В 1730 році вона була перебудована у стилі провінційного класицизму за гроші прихожан. Завершили реконструкцію вже нові господарі села (родина Бухаріних) — у 1780 році. Перший відомий з цих поміщиків — таємний радник Іван Бухарін (1772—1858). Зокрема, у 1821—1822 роках він був губернатором Київської губернії, а також Великого князівства Фінляндського та інших губерній. Сам він у селі практично не бував, але останні 2 роки свого життя проживала його дружина, Лізавета Федорівна, до шлюбу Полторацька (1789—1828). У 1846 році їх донька Віра Анненкова (1813—1902) власним коштом розширила церкву. Перед цим вона закінчила Смольний інститут. Вона постійно була присутня на столичних балах, і якій присвячували свої вірші спочатку Олександр Пушкін, а потім і Михайло Лєрмонтов. У 1832 році вона одружилася з Миколою Анненковим (1799—1865), майбутнім генералом від інфантерії Київським військовим губернатором, Подільським та Волинським генерал-губернатором. Із шести дітей, що народилися в шлюбі, села та церква дісталися старшому сину Михайлу Анненкову (1835—1889), який збудував трьохповерховий водяний млин та величну класицистичну садибу з колонами, двома мармуровими левами при вході, заклав липовий парк. Після нього маєток успадкували дочки Марія та Віра, проте тут вони проживали лише влітку, оскільки були фрейлінами імператорського двору і майже весь час проводили у Петербурзі. Обидві після більшовицького перевороту 1917 року емігрували до Франції, де і померли в середині XX століття бездітними.
Церква продовжувала діяти до кінця 1920-х років. Після закриття її використовували як зерносклад, а потім, майже до кінця 1990-х років, як сінник. Це дозволяло сам храм утримувати в пристойному вигляді. Після цього він почав занепадати та трухлявіти деревина. З 1990-х років неодноразово оголошувалися проєкти відновлення старовинної церкви. На початок 2000-х років церква остаточно занепала та перебуває в аварійному стані: впав купол, частково обвалився дах. Також розпалися бічні приділи. Фахівці лебединського міського художнього музею імені Б. К. Руднєва спільно із фахівцями-реставраторами Національного науково-дослідного реставраційного центру України 29 серпня 2022 року обстежили пам'ятку. Вони виявили, що впала дзвіниця напівзруйнованої церкви. Коли саме це сталося, достаменно не відомо. Зокрема, 25 грудня 2021 року дзвіниця була на місці, хоча й мала значний нахил на південний-схід. Пізніше, при падінні, дзвіниця пробила стелю бабинця та західного притвору. Це призвело до збільшення нахилу центрального зрубу. Також, зі стелі впали дві балки.

## Поховання на церковному кладовищі
Тут поховані багато представників роду Бухаріних та Анненкових. Через руйнування фамільних склепів визначити хто тут похований не можливо. Відоме поховання біля храму лише Лізавети Бухаріної.